# Messor
Messor (Forel, 1890) è un genere di formiche appartenenti alla sottofamiglia Myrmicinae, comunemente note come formiche mietitrici.
Diffuse in tutto il mondo, le oltre 100 specie conosciute appartenenti a questo genere nidificano in luoghi aridi, costruendo il nido nel terreno, e si nutrono prevalentemente di cereali.

## Descrizione
Le colonie di Messor presentano un polimorfismo nella popolazione delle operaie. Le operaie major sono caratterizzate da un capo di grandi dimensioni, di forma a ciliegia, mentre le operaie presentano una testa piccola ed ovale. Negli esemplari operai, il torace presenta un pronoto gobboso, rialzato rispetto all'epinoto, e due corte spine sulla sua parte posteriore. L'addome, ovale e di dimensioni ridotte rispetto al resto del corpo, presenta il pungiglione, che può infliggere punture dolorose. Le mandibole, di conformazione tozza, sono ricurve ed unite alla sommità dell'apparato boccale, e presentano numerosi denti. Come il resto delle specie della sottofamiglia Myrmicinae, le Messor presentano due pezioli nodiformi fra l'addome ed il torace.
Le regine, caratterizzate da un capo di grandi dimensioni, presentano caratteristiche fisiche differenti rispetto a quelle degli esemplari operai.

## Biologia
Il nome comune attribuito alle specie del genere Messor deriva dalla dieta a base di cereali, che "mietono" impastandoli e rendendoli commestibili da parte di qualsiasi individuo della colonia.
In alcune specie di queste formiche esistono anche delle operaie specializzate nello svolgimento di questa attività, munite di un apparato boccale sviluppato adatto alla frantumazione dei semi.

Le colonie delle specie europee sviluppate contano mediamente 5000-10.000 operaie e più.
La regina può vivere anche 15 anni, mentre le operaie solitamente non superano i 2-3 anni.

La specie più diffusa in Italia è Messor capitatus, una specie monoginica a fondazione claustrale, ovvero la regina si cerca un posto tranquillo nella terra o in una crepa di un muro, non si nutre e non esce finché non nascono le prime formiche operaie cresciute con altre uova trofiche prodotte dalla regina, che sopravvive assorbendo i muscoli alari che oramai non le servono più. Le operaie l'aiuteranno a raccogliere il cibo e ad allevare la prole, facendole evitare di uscire allo scoperto e rischiare di essere uccisa. Negli anni successivi alla nascita delle prime operaie, la colonia subisce un esponenziale incremento della popolazione. Raggiunge la maturità a circa 5-6 anni, dopo i quali inizia la produzione ciclica dei sessuati.
Ogni anno, nelle colonie sviluppate, vengono prodotte decine di sessuati, ovvero esemplari maschili e nuove regine, entrambe le caste sono provviste di due paia di ali, con le quali spiccheranno il volo e cercheranno di atterrare il più lontano possibile dal nido d'origine, accoppiandosi. Sono in grado di volare fino a 2 km dal nido originario prima di cadere a terra.
Il maschio muore subito dopo l'accoppiamento mentre la regina fecondata si strappa le ali, va in letargo fino alla primavera successiva e tenta di fondare una nuova colonia. Il periodo di sciamatura in tutte le Messor va da settembre a novembre ed è stimolato da frequenti precipitazioni autunnali che rendono il terreno più "scavabile" per le regine fecondate in cerca di un nascondiglio.
Nelle regioni meridionali penisulari (in special modo in Calabria), la sciamatura dei sessuati di M. capitatus è molto massiccia e si presenta con nuvoloni neri in cielo di sessuati che atterrano ovunque, spesso anche finendo annegati nelle pozze d'acqua.
Sciamature imponenti sono caratterizzate da ritrovamenti in massa di regine dealate per terra o su muri e finestre.

## Distribuzione e habitat
Il genere Messor è diffuso in Europa, Africa e Asia, e raggiunge la sua massima diversità nella regione paleartica. Si può trovare in diversi habitat, come praterie, savane e zone aride.

## Tassonomia
Il genere Messor comprende 119 specie.
In Italia sono presenti le seguenti specie:

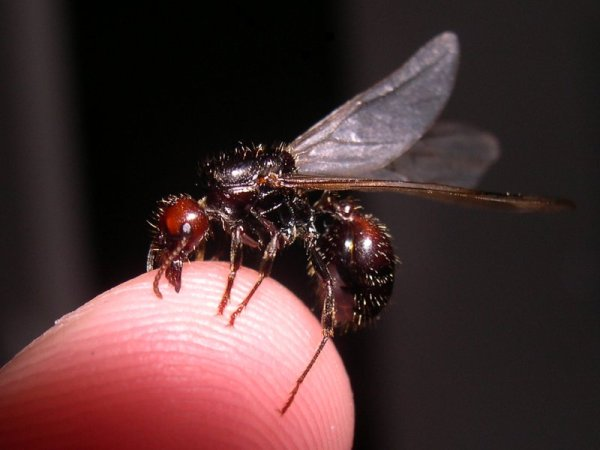
Messor barbarus - regina

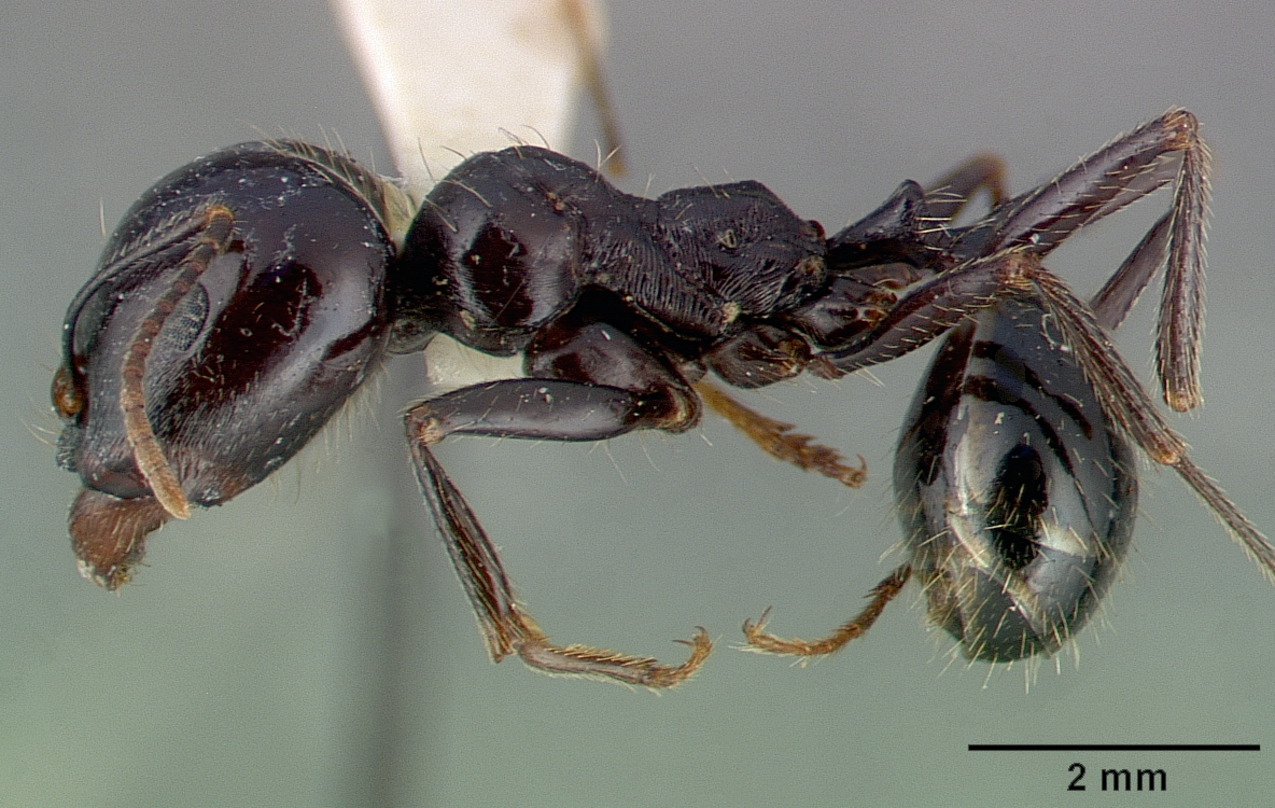
Messor capitatus - operaia

- Messor barbarus (Forel, 1905), detta formica barbaresca, è caratterizzata dalle grosse dimensioni del capo delle operaie maggiori e dalla testa rossa-porpora. Sebbene sia presente in Italia, è limitata a Liguria e Sicilia.[6]

- Messor bouvieri Bondroit, 1918
- Messor capitatus (Latreille, 1798), chiamata anche formicone nero per via delle sue dimensioni poco più piccole di Camponotus herculeanus, la più grande formica europea, ha un colore unicamente nero lucido e solo in esemplari non maturi una colorazione della testa verso il bruno. I peli della gula (gola) sono corti e non si vedono ad occhio nudo. È diffusa esclusivamente nelle zone centro-meridionali dell'Italia ed ama terreni brulli e secchi o insenature nelle rocce per costruirvi il nido.
- Messor meridionalis (André, 1882), nota anche come formica mietitrice meridionale, caratterizzata da una differenza scarsa tra operaie minori e maggiori, che è molto accentuata nella specie M. capitatus da cui si differenzia oltre che per dimensioni minori, anche per via del torace rossastro. Come suggerisce il nome, abita le zone meridionali dell'Italia e spesso la si trova anche in Sicilia.
- Messor minor (Latreille, 1798), simile a M. sanctus, ma è molto più lucente e le operaie maggiori hanno testa e torace rosso ciliegia e quelle minori sono interamente nere. Diffusa è la sottospecie M. minor calabricus, che abita le campagne della Calabria e si differenzia dalle altre sottospecie per via del colore rosso più scuro di torace e testa. Viene spesso confusa con M. barbarus.
- Messor sanctus (Forel, 1905), che si differenzia dalla M. capitatus per via delle dimensioni del capo minori, della rotondità del torace e anche per i peli sotto la gula più lunghi ed a forma di j. La sottospecie M. sanctus sanctus si trova in Sicilia mentre la sottospecie M. sanctus bouvieri abita l'intera Italia peninsulare.
- Messor ibericus Santschi, 1931, molto simile a Messor structor, una specie comune in Europa che però si è rivelata assente nella penisola italiana. Tutte le formiche italiane precedentemente identificate come M. structor appartengono perciò a M. ibericus.
- Messor wasmanni[7]